# Federazione calcistica della Malaysia
La Federazione calcistica della Malaysia (in inglese Football Association of Malaysia, acronimo FAM, in malese Persatuan Bolasepak Malaysia) è l'organo che governa il calcio in Malaysia. Pone sotto la propria egida il campionato e la nazionale malaysiana. 
Fu fondata nel 1933 come Federazione calcistica della Malesia (in inglese Football Association of Malaya) ed ebbe sede inizialmente a Singapore, per poi spostarsi a Kuala Lumpur. A inizio anni Sessanta, a seguito della costituzione della Malaysia, adottò il nome attuale. È affiliata all'AFC e alla FIFA. 